# Coppa di Nigeria 2024
La Coppa di Nigeria 2024 è stata la 76ª edizione della coppa nazionale nigeriana di calcio, iniziata il 12 aprile 2024 e terminata il 29 giugno successivo.
La competizione è stata vinta dall'El-Kanemi Warriors.

## Calendario
Il programma del torneo è il seguente.
| Turno              | Incontri          |
| ------------------ | ----------------- |
| Play-off nazionale | 12 aprile 2024    |
| Primo turno        | 1-3 maggio 2024   |
| Secondo turno      | 22-23 maggio 2024 |
| Terzo turno        | 29 maggio 2024    |
| Quarti di finale   | 5 giugno 2024     |
| Semifinali         | 20 giugno 2024    |
| Finale             | 29 giugno 2024    |

## Play-off nazionale
| Squadra 1       | Risultato       | Squadra 2        |
| --------------- | --------------- | ---------------- |
| 12 aprile 2024  |                 |                  |
| Classic FC      | 0 – 0 (4-5 dtr) | Gamji Eaglets    |
| Warinje         | 0 – 0 (3-2 dtr) | Simboien Academy |
| Zamfara Feeders | 1 – 1 (5-4 dtr) | Proline FC       |
| Ine Stars       | 2 – 0           | Crusaders FC     |
| Kogi Central    | 2 – 3           | PCM FC           |
| Flight FC       | 1 – 2           | Fr, Eburuaja FC  |

## Primo turno
Il sorteggio per il primo turno si è tenuto il 18 aprile 2024.
| Squadra 1          | Risultato       | Squadra 2               |
| ------------------ | --------------- | ----------------------- |
| 1 maggio 2024      |                 |                         |
| Bendel Insurance   | 1 – 0           | Stormers FC             |
| Wikki Tourists     | 5 – 0           | Junior Danburan         |
| Osun United        | 1 – 1 (2-4 dtr) | EFCC FC                 |
| Zamfara Utd        | 0 – 1           | ABS                     |
| Kebbi United       | 2 – 1           | Ine Stars               |
| Akwa Utd           | 1 – 0           | Cynosure FC             |
| Gombe Utd          | 3 – 1           | Karim United            |
| El-Kanemi Warriors | 2 – 0           | Adanimogo               |
| Lobi Stars         | 6 – 1           | Delta Marines           |
| Shooting Stars     | 1 – 1 (3-2 dtr) | Solution FC             |
| Ikorodu United     | 3 – 0           | Green Berets            |
| Coal City          | 3 – 0           | Ekiti Feeders           |
| Beyond Limits      | 1 – 1 (3-4 dtr) | Hammola FC              |
| Kwara Utd          | 4 – 1           | Calabar Rovers          |
| Sporting Supreme   | 3 – 0           | PFM FC                  |
| Nasarawa United    | 1 – 0           | FC Bako                 |
| One Rocket         | 5 – 0           | Fr. Eburaja FC          |
| Plateau Utd        | 3 – 0           | Ekiti United            |
| Katsina Utd        | 7 – 1           | Dutse Strikers          |
| Doma United        | 3 – 0           | Gamji Eaglets           |
| 2 maggio 2024      |                 |                         |
| Edel FC            | 4 – 0           | Discovery Talent        |
| Inter Lagos        | 6 – 0           | May & Frank             |
| Warri Wolves       | 5 – 1           | Lautai                  |
| Abia Warriors      | 4 – 2           | Ilaj                    |
| Enyimba            | 1 – 1 (6-5 dtr) | Warinje                 |
| Niger Tornadoes    | 3 – 1           | Niger Tornadoes Feeders |
| Sokoto United      | 2 – 2 (4-2 dtr) | Ofirima                 |
| Mighty Jets        | 0 – 1           | Zamfara Feeders         |
| Kano Pillars       | 1 – 1 (6-5 dtr) | Enugu Rangers           |
| 3 maggio 2024      |                 |                         |
| Sunshine Stars     | –               | Jedo Academy            |
| Bayelsa United     | 2 – 0           | FC Basira               |
| Rivers Utd         | 1 – 0           | Ikukoma FC              |

## Secondo turno
| Squadra 1        | Risultato       | Squadra 2          |
| ---------------- | --------------- | ------------------ |
| 22 maggio 2024   |                 |                    |
| Bendel Insurance | 0 – 2           | Wikki Tourists     |
| EFCC FC          | 0 – 0 (5-4 dtr) | Edel FC            |
| Gombe Utd        | –               | El-Kanemi Warriors |
| Lobi Stars       | 0 – 2           | Shooting Stars     |
| Hammola FC       | 0 – 0 (1-4 dtr) | Inter Lagos        |
| Warri Wolves     | 0 – 1           | Kwara Utd          |
| Abia Warriors    | 1 – 0           | Sporting Supreme   |
| Nasarawa United  | 0 – 1           | Sokoto United      |
| One Rocket       | 0 – 1           | Enyimba            |
| Plateau Utd      | 1 – 1 (2-3 dtr) | Sunshine Stars     |
| Katsina Utd      | 1 – 0           | Bayelsa United     |
| Doma Utd         | 0 – 1           | Kano Pillars       |
| Rivers Utd       | 1 – 0           | Niger Tornadoes    |
| 23 maggio 2024   |                 |                    |
| Ikorodu United   | 2 – 1           | Coal City          |
| Akwa Utd         | 4 – 1           | Zamfara Feeders    |
| ABS              | 1 – 2           | Kebbi United       |

## Terzo turno
| Squadra 1          | Risultato       | Squadra 2      |
| ------------------ | --------------- | -------------- |
| 29 maggio 2024     |                 |                |
| Kebbi United       | 1 – 0           | Akwa Utd       |
| Wikki Tourists     | 0 – 1           | EFCC FC        |
| El-Kanemi Warriors | 1 – 0           | Shooting Stars |
| Ikorodu United     | 1 – 1 (4-5 dtr) | Inter Lagos    |
| Kwara Utd          | 1 – 1 (3-4 dtr) | Abia Warriors  |
| Sokoto United      | 1 – 0           | Enyimba        |
| Sunshine Stars     | 1 – 0           | Rivers Utd     |
| Katsina Utd        | 1 – 1 (7-8 dtr) | Kano Pillars   |

## Quarti di finale
| Squadra 1          | Risultato       | Squadra 2     |
| ------------------ | --------------- | ------------- |
| 5 giugno 2024      |                 |               |
| EFCC FC            | 0 – 0 (3-4 dtr) | Kebbi United  |
| El-Kanemi Warriors | 2 – 1           | Inter Lagos   |
| Abia Warriors      | 1 – 1 (5-4 dtr) | Sokoto United |
| Sunshine Stars     | 1 – 1 (3-5 dtr) | Kano Pillars  |

## Semifinali
| Squadra 1          | Risultato       | Squadra 2    |
| ------------------ | --------------- | ------------ |
| 20 giugno 2024     |                 |              |
| Abia Warriors      | 0 – 0 (4-3 dtr) | Kano Pillars |
| El-Kanemi Warriors | 0 – 0 (5-4 dtr) | Kebbi United |

## Finale
| Arbitro: | Kassim Adulsalam |

|  |           |                 |
|  | Marcatori | 32’, 68’ Salihu |